# 普林帝斯霍爾
普林帝斯霍爾（Prentice Hall）是培生集團旗下的主要教育出版商。Prentice Hall出版供6至12歲及高等教育閱讀的印刷品與數位內容。Prentice Hall透過Safari Books Online線上書局販售其科技書籍。

## 歷史
1913年10月13日，法學教授查爾斯·格爾斯滕貝格與其學生理查·艾丁格成立了Prentice Hall。格爾斯滕貝格與艾丁格以他們母親的婚前姓氏－潘帝斯（Prentice）與霍爾（Hall）來命他們的新公司。
Prentice Hall於1984年被海灣與西方工業公司所收購，成為該公司出版部門西蒙與舒斯特的一部分。圖書出版於1991年結束。西蒙與舒斯特的教育部門（包括Prentice Hall）於1998年被賣給培生集團。

## 著名的書籍
Prentice Hall是《Magruder's American Government》的出版社。該公司亦出版了肯尼斯·米勒與喬·李維合著的生物學書籍，與一系列人工智慧的書籍，包括斯圖亞特·強納森·羅素與彼德·諾米格合著的《人工智能：一种现代的方法》，以及保羅·格雷厄姆所著的《ANSI Common Lisp》。該公司還出版了許多著名的電腦程式設計書籍，包括布萊恩·柯林漢與丹尼斯·里奇合著的《C語言程式設計》与安德鲁·斯图尔特·塔能鲍姆的《操作系统：设计及实现》。

## 在「個人電腦」的歷史
Prentice Hall的子公司Reston Publishing，於微型電腦首次出現之際，居於科技書籍出版的前端。當時人們還不清楚誰會購買及使用「個人電腦」，而缺少足夠有用的軟體與指令形成了一個其目標讀者仍有待定義的小眾出版市場。在讓電腦變得可能的先驅精神之下，Reston Publishing的編輯提供給非技術背景的用戶可靠且略帶實驗性質的書籍，像是由人民電腦公司的Marlin Ouverson所著的《Computer Anatomy for Beginners》。隨後又出版了一系列的書籍，大多由程式設計師所著，建立起許多使用第一代微電腦之用戶的堅實書籍清單。

## 另見
- 培生集團

## 外部連結
- Prentice Hall website （页面存档备份，存于）
- Prentice Hall School website （页面存档备份，存于）
- Prentice Hall Higher Education website （页面存档备份，存于）
- Prentice Hall Professional Technical Reference website （页面存档备份，存于）